# Aotus nancymaae
El mono nocturno de Nancy Ma (Aotus nancymaae) es una especie de primate platirrino del género Aotus que habita en Brasil, Perú y una pequeña parte en Colombia.
La especie fue descrita como Aotus nancymai por Hershkovitz en 1983 basado en diferencias de cariotipo entre las hasta entonces poblaciones de Aotus trivirgatus.

## Distribución y hábitat
La especie habita al sur del Amazonas, en la cuenca del Amazonas principalmente en el estado de Amazonas en Brasil y el departamento de Loreto en Perú.
Se encuentra principalmente en la selva tropical de baja altitud. Prefiere el bosque inundable estacional el cual le provee los sitios adecuados para esconderse. Durante la noche, en las horas de actividad ocupan la parte superior del dosel arbóreo donde se alimentan de frutos y flores. En el día permanece inactivo y se refugia en la parte baja del bosque. Es una especie arbórea y solo en situaciones de urgencia desciende al suelo.

## Descripción
Como los demás integrantes del género Aotus es una especie pequeña, de grandes ojos y una cola no prensil de longitud comparable a la del cuerpo. Pesa entre 550 y 950 gramos y mide entre 53 y 77 cm. Poseen un pelaje corto, suave y denso que varía entre gris brillante y marrón brillante, poseen una banda rojizo-naranja alrededor del cuello y en la cara interna de las extremidades y la base de la cola. Sus manos se encuentran adaptadas para agarrar, con mayor versatilidad en sus movimientos que muchos otros monos del Nuevo Mundo. Posee una glándula caudal presente en ambos sexos, que produce una secreción usada para marcar el territorio.

## Comportamiento
Es una especie social que integra pequeños grupos familiares de entre 2 y 5 individuos. Son territoriales y a menudo los grupos no interactúan entre sí. Los territorios son pequeños, en promedio de 9,2 ha, pero se movilizan continuamente dentro de él. Este territorio lo defienden con vocalizaciones agresivas y en ocasiones con violencia física.
Los dormideros diurnos son elegidos meticulosamente pues deben cumplir con varios criterios; entre ellos, la protección contra los depredadores, fácil acceso y varias vías de escape, protección contra los elementos y espacio suficiente para albergar todos los miembros del grupo. Estos a menudo son cavidades en los árboles o albergues formados dentro de los arbustos densos.
Su dieta se compone principalmente de frutos, que complementa con néctar, flores e insectos.

## Conservación
La UICN la considera una especie bajo preocupación menor. No se han identificado amenazas serias, salvo la presentadas en algunas poblaciones por los asentamientos humanos que incrementan la deforestación y la caza. Gran cantidad de ejemplares se han destinado a la investigación médica, en ocasiones de modo ilegal.